# Centro de Coordinación de Alertas y Emergencias Sanitarias
El Centro de Coordinación de Alertas y Emergencias Sanitarias (CCAES), creado en el año 2004, es el centro responsable en España de coordinar la gestión de la información y apoyar en la respuesta ante situaciones de alerta o emergencia sanitaria nacional o internacional que supongan una amenaza para la salud de la población, dependiente de la Dirección General de Salud Pública (DGSP) del Ministerio de Sanidad y dirigido en la actualidad por Fernando Simón. Este centro es, además, la unidad responsable de la elaboración y desarrollo de los planes de preparación y respuesta para hacer frente a las amenazas de salud pública en España principalmente.

## Funciones
De acuerdo con la orden de su creación, el Centro de Coordinación de Alertas y Emergencias Sanitarias es la unidad que coordina la información, procedente tanto de las redes existentes como de otras fuentes no integradas, y los sistemas de respuestas ante situaciones de crisis y emergencias para la salud y consumo de forma permanente, las 24 horas del día y todos los días del año.
Sus principales funciones son:
1. Desarrollar y mantener el sistema rápido de detección, comunicación, evaluación y respuesta frente a alertas sanitarias (SIAPR).
2. Dar seguimiento al cumplimiento de los requisitos sobre las capacidades nacionales recogidos en el Anexo IA del Reglamento Sanitario Internacional (2005) y trabajar con las comunidades autónomas y la Administración General del Estado para garantizar la implementación del Reglamento Sanitario Internacional (2005) en España.
3. Elaborar, en coordinación con otros organismos públicos implicados, planes de preparación y respuesta ante amenazas actuales o emergentes para la salud pública.
4. Coordinar la Red Nacional de Vigilancia Epidemiológica (RENAVE) en colaboración con el Instituto de Salud Carlos III.